# لا موت، کبک
لا موت (به فرانسوی: La Motte) شهری در منطقه شهری ابیتیبی ناحیه ابیتیبی-تمیسکامانگ در استان کبک کانادا است. در سرشماری سال ۲۰۱۱ این شهر ۴۴۳ نفر جمعیت داشته‌است و مساحت آن ۲۲۴٫۰۳ کیلومتر مربع است.